# Польх
Польх (нім. Polch) — місто в Німеччині, розташоване в землі Рейнланд-Пфальц. Входить до складу району Маєн-Кобленц. Складова частина об'єднання громад Майфельд.
Площа — 28,70 км2. Населення становить 6866 ос. (станом на 31 грудня 2020).